# Ich bin ein armer Exulant
Ich bin ein armer Exulant ist ein 1686 von dem Bergmann und evangelischem Glaubenskämpfer Joseph Schaitberger verfasstes Auswandererlied. Das Lied entstand als Reaktion auf den Landesverweis durch den Salzburger Erzbischof Max Gandolf von Kuenburg, auf der Reise Schaitbergers nach Nürnberg.  Schaitberger galt mit Mattias Kammel und Simon Lindtner als Führer einer kleinen Gemeinschaft von Bergleuten am Dürrnberg, die heimlich protestantische Gottesdienste abhielten und die katholischen Messen nicht mehr besuchten. Vorhergegangene Versuche, mittels Gefängnishaft, eine Glaubensabkehr Schaitbergers und seiner Mitstreiter zu erzwingen, misslangen.
Ich bin ein armer Exulant
– Also muß ich mich schreiben –
Man tut mich aus dem Vaterland
Um Gottes Wort vertreiben.
Der Text soll auf die Melodie des 1610 von Michael Praetorius verfassten Liedes Ich dank dir schon durch deinen Sohn und auf Hör, liebe Seel, dir ruft der Herr! gesungen worden sein. Unter der ersteren Melodie ist es bis heute im österreichischen Regionalteil des Evangelischen Gesangbuches zu finden.

Das Lied erlangte während der „Großen Emigration“ ab 1731 unter den Salzburger Exulanten große Popularität, im Gegenzug sind  zwei (katholische) Parodien bekannt: Du bist ain armer Exulant und Hiaz bist an armer Exilon.
Hiaz bist an armer Exilion
Muaßt fort auf fremde Straßen.
Hättst beten ehnder Gott und Herrn
er soll die nit verlassen!